# 851

## Události
- Židovský obchodník Sulejman podává zprávu o cestě Indií a Čínou

## Úmrtí
- 20. března – Irmingarda z Tours, římská císařovna, franská a italská královna (* 805)

## Hlavy státu
- Velkomoravská říše – Rostislav (846–870)
- Papež – Lev IV.
- Anglie – Wessex a Kent – Ethelwulf
- Skotské království – Kenneth I.
- Východofranská říše – Ludvík II. Němec
- Západofranská říše – Karel II. Holý
- První bulharská říše – Presjan
- Byzanc – Michael III.
- Svatá říše římská – Lothar I. Franský + Ludvík II. Němec